# Dasyatis brevis
Dasyatis brevis és una espècie de peix de la família dels dasiàtids i de l'ordre dels myliobatiformes que es troba a l'oceà Pacífic oriental: des de Hawaii i Califòrnia (els Estats Units) fins al Perú.
Els mascles poden assolir 187 cm de longitud total i 46,3 kg de pes.
És ovovivípar.
Menja peixets, crancs, cloïsses i d'altres invertebrats bentònics.
És un peix marí, de clima subtropical (42°N-19°S, 161°W-70°W) i demersal que viu entre 1–70 m de fondària.
És verinós per als humans.